# Jiří Magál
Jiří Magál (Chrudim, 11 aprile 1977) è un ex fondista ceco.

## Biografia
In Coppa del Mondo ha esordito il 16 dicembre 1997 in Val di Fiemme (101°) e ha ottenuto il primo podio il 19 novembre 2006 a Gällivare (3°).
In carriera ha preso parte a cinque edizioni dei Giochi olimpici invernali, Nagano 1998 (22° nella 30 km, 47° nella 50 km, 15° nella staffetta), Salt Lake City 2002 (29° nella 15 km, 43° nella 30 km, 19° nella 50 km, 7° nella staffetta), Torino 2006 (8° nella 50 km, 14° nell'inseguimento, 9° nella staffetta), Vancouver 2010 (29° nella 50 km, 38° nell'inseguimento, 3° nella staffetta) e Soči 2014 (52° nella 50 km, 43º nello skiathlon), e a sette dei Campionati mondiali (7° nella staffetta a Val di Fiemme 2003 il miglior risultato).

## Palmarès

### Olimpiadi
- 1 medaglia:
  - 1 bronzo (staffetta a Vancouver 2010)

### Coppa del Mondo
- Miglior piazzamento in classifica generale: 29º nel 2007
- 3 podi (tutti a squadre[1]):
  - 3 terzi posti